# Drapelul Africii de Sud

Proporțiile steagului: 2:3

Actualul drapel național al Republicii Africii de Sud a fost adoptat la 27 aprilie 1994, la sfîrșitul perioadei de apartheid, fiind creat de ferma convingere că un nou drapel național trebuie adoptat pentru a include toate grupurile etnice și toate culturile Africii de Sud.